# 战神广场圣保禄堂 (维罗纳)

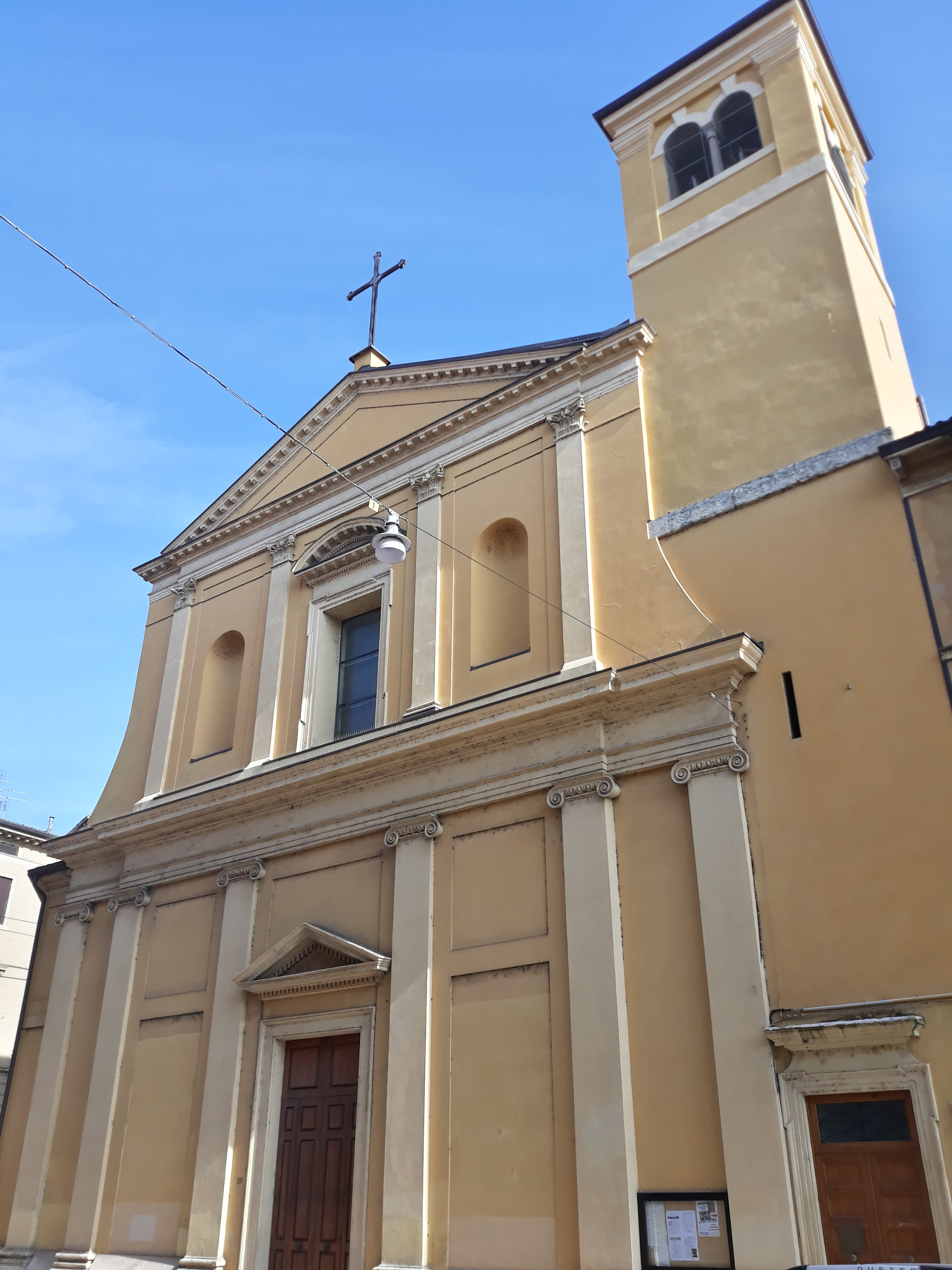

战神广场圣保禄堂（San Paolo in Campo Marzio）是一座罗马天主教教堂，位于意大利北部威尼托大区城市维罗纳。

## 历史
这座教堂最初由谦卑者派修会建于1188年，供奉圣保禄宗徒。1763年由亚历山德罗·庞培（Alessandro Pompei）重建。在第二次世界大战期间遭受严重破坏。此后在1948年再次重建。右边的第二个祭坛有一幅油画，是吉罗拉莫·戴·利布里（Girolamo dai Libri）的《圣亚纳、若瑟、小若翰洗者在圣母面前和两个捐赠者》。在祭衣间附近的马罗尼亚小堂（Marogna chapel），有保罗·法里纳蒂（Paolo Farinati）的壁画和保罗·委罗内塞（Paolo Veronese）的祭坛画 《圣母、若翰洗者和圣安多尼与马罗尼亚家族的两位捐赠者》 （约1565年）。后殿的画作是乔瓦尼·卡罗托（Giovanni Caroto）的《圣母与圣伯多禄及圣保禄》（1516 年） 。左侧的第四个祭坛有一幅费利切·布鲁萨索西（Felice Brusasorci）的油画《圣方济各保拉》（St Francis of Paola）。左侧的第二个祭坛有一幅油画保罗·法里纳蒂的《圣母在荣耀中，与圣尼各老和方济各》（1588年）。在祭衣间有弗朗切斯科·邦西诺里（Francesco Bonsignori）的油画《圣母与圣安多尼和玛利亚马达肋纳》。